# Associazione Calcio Meda 1913 2000-2001
Questa voce raccoglie le informazioni riguardanti  l'Associazione Calcio Meda 1913 nelle competizioni ufficiali della stagione 2000-2001.

## Rosa
| N. |                   | Ruolo | Calciatore           |
| -- | ----------------- | ----- | -------------------- |
|    | Italia (bandiera) | C     | Alessandro Amato     |
|    | Italia (bandiera) | A     | Roberto Ambrosini    |
|    | Italia (bandiera) | C     | Fabio Balacchi       |
|    | Italia (bandiera) | C     | Mirko Bruno          |
|    | Italia (bandiera) | C     | Francesco Conca      |
|    | Italia (bandiera) | C     | Daniele Corti        |
|    | Italia (bandiera) | D     | Davide Corti         |
|    | Italia (bandiera) | D     | Riccardo De Luca     |
|    | Italia (bandiera) | A     | Davide Fava          |
|    | Italia (bandiera) | C     | Daniele Galimberti   |
|    | Italia (bandiera) | D     | Emanuele Ghirra      |
|    | Italia (bandiera) | A     | Raffaele Giglio      |
|    | Italia (bandiera) | C     | Alessandro Imberti   |
|    | Italia (bandiera) | C     | Alessandro Locatelli |

| N. |                   | Ruolo | Calciatore            |
| -- | ----------------- | ----- | --------------------- |
|    | Italia (bandiera) |       | Marino                |
|    | Italia (bandiera) | C     | Stefano Mauri         |
|    | Italia (bandiera) | A     | Marco Novati          |
|    | Italia (bandiera) | C     | Alessandro Palumbieri |
|    | Italia (bandiera) | P     | Andrea Pansera        |
|    | Italia (bandiera) | C     | Massimo Peluffo       |
|    | Italia (bandiera) | D     | Simone Fossà          |
|    | Italia (bandiera) | D     | Raffaele Radice       |
|    | Italia (bandiera) | A     | Davide Sinigaglia     |
|    | Italia (bandiera) | P     | Andrea Spreafico      |
|    | Italia (bandiera) | A     | Gaetano Valente       |
|    | Italia (bandiera) | D     | Nicola Valenti        |
|    | Italia (bandiera) | D     | Marco Viganò          |